# Stefano Mordini
Pour les articles homonymes, voir Mordini.
Stefano Mordini, né le 21 août 1968 à Marradi dans la région de la Toscane, est un réalisateur, un scénariste et un producteur de cinéma italien.

## Biographie
Stefano Mordini travaille en tant que producteur exécutif durant les années 1990. Il commence sa carrière cinématographique en réalisant des courts métrages et des films documentaires. Paz '77, consacré à l'artiste Andrea Pazienza, est présenté en 2000 au festival du film de Turin. En 2002, L'allievo modello (it) fait partie de la sélection du Festival international du cinéma indépendant de Buenos Aires. En 2002, le cinéaste est chargé de cours à l'université libre des langues et de la communication (IULM) de Milan.
Son premier long métrage, Provincia meccanica, met en scène Stefano Accorsi et Valentina Cervi. Il est présenté à la Berlinale 2005,. En 2012, il réalise D'acier (Acciaio), adaptation cinématographique du roman éponyme de l'auteure Silvia Avallone.
En 2016, il réalise la comédie policière Pericle il Nero d'après le roman policier Périclès le Noir (Pericle il Nero) de l'écrivain italien Giuseppe Ferrandino. Ce film est présenté au festival de Cannes 2016 dans la sélection Un certain regard.

## Filmographie

### Documentaires et courts métrages
- 1998 : La tempesta (court métrage)
- 2001 : Paz '77 (documentaire)
- 2002 : L'allievo modello (it) (documentaire)
- 2005 : Essere Claudia Cardinale (documentaire télé)
- 2007 : Il confine (documentaire)
- 2009 : Come mio padre (documentaire)

### Longs métrages
- 2005 : Provincia meccanica
- 2012 : D'acier (Acciaio)
- 2016 : Pericle il nero
- 2018 : Le Témoin invisible (Il testimone invisibile)
- 2020 : Gli infedeli
- 2020 : Lasciami andare
- 2021 : La scuola cattolica
- 2024 : Race for Glory: Audi vs. Lancia